# Япарлы
Япарлы (также: япырлы, яирлы, ягма, ябир, ясыр; туркм. Ýaparly) — древнее огузо-туркменское племя, ведущее свое происхождение от одного из 24-х внуков родоначальника туркмен и героя-прародителя других тюркских народов Огуз-хана. 

## Происхождение
Историк средневекового Государства Хулагуидов Фазлаллах Рашид ад-Дин в своем историческом произведении «Огуз-наме», которое является частью его обширного исторического труда «Джами ат-Таварих»,  указывает на то, что племя япарлы (другое название ягма)  является одним из двадцати четырех племен огузов (туркмен):
«Племена бозок...Дети второго сына Ай-хана...1. Йазыр...2. Догер (Дока)...3. Додурга...4. Япарлы, т. е. великий. Его настоящее имя было Ягма.»
Также, Рашид ад-Дин отмечает, что родоначальник племени Япарлы (Ягма) был наказан Огуз-ханом за допущенную ошибку во время сражения и навсегда оставлен в Хитае (Китае), где и живут его потомки. 
Хивинский хан и историк Абу-л-Гази в своем историческом труде «Родословная туркмен» также отмечает, что второй сын Огуз-хана Айхан имел четверых сыновей, от которых происходят четыре племени огузов (туркмен), однако имя внука (наименование племени) Япарлы он передает в форме Йасыр (в одном из переводов «Родословной туркмен» - Ябир), что означает «все, что ни окажется перед ним, он опрокидывает».

## История
Племя япарлы, под своим оригинальным названием ягма, известно как племя, представители которого (наряду с карлуками и чигилями) основали и и занимали высокие государственные посты в Государстве Караханидов. С седьмого века до периода Караханидов, ягма упоминались в арабских, персидских и китайских источниках как значительное и могущественное политическое образование в бассейне реки Тарим, в Джунгарии и в Джети-су. 